# 不動産証券化協会認定マスター
不動産証券化協会認定マスター（ふどうさんしょうけんかきょうかい にんていマスター）資格制度は、不動産証券化の専門家にふさわしい知識とスキルを体系的に習得する教育プログラム・資格。一般社団法人不動産証券化協会が実施している。

## 概要
市場の健全な発展を担う人材育成のために創設された。2009年1月現在で2,310名がマスターとして資格認定されている。マスター認定者は、最新情報の入手や知識のブラッシュアップのため継続教育を受講することが必要である。
証券化の義務に携わるにあたって必ずしも必須の資格ではないが、2007年に「総合不動産投資顧問業」の登録申請における「判断業務統括者」の知識要件として規定された。また、金融商品取引法制の「不動産関連特定投資運用業」の登録要件として、「総合不動産投資顧問業」登録を受けていることが定められたため、不動産投資ビジネスにおいての地位は高まっている。ただしこれには、「不動産証券化協会認定アソシエイト」は含まれていない。

## マスター認定について
マスター養成講座（コース1）をWEB講義で受講後、修了試験に合格⇒マスター養成講座演習編（コース2）において、レポートの提出・スクーリングでの確認テストを受け合格⇒修了者発表。実務経験があれば、マスターに認定。金融や不動産の分野で2年以上の実務経験がなければアソシエイトとして認定される。
コース1の修了試験に合格すれば、ほぼ認定への道は開かれるとされている。

## 不動産証券化協会認定アソシエイト
講座修了年度の年度末までに2年間の実務経験要件が充足されない場合は、マスターに準ずる資格として「不動産証券化協会認定アソシエイト」と認定される。
アソシエイト認定者は、年間登録料の納入、継続教育の受講などマスターと同一の義務等を負う。
以下の場合にはマスター資格への再認定の申請ができる。
1. 実務経験要件を充足することとなったとき
2. アソシエイトとして認定後2年以上が経過し、かつ継続教育のポイント制度において控除後の残高が300ポイントに達したとき

## 資格認定後の義務
マスター・アソシエイトに認定されると、年間登録料（6,000円）の納入と協会が実施する継続教育の受講が義務付けられる。また、協会による倫理行動モニタリングが課される。
- 資格取得(認定)後に課せられる4つの義務
  1. 年間登録料の納入
  2. 継続教育の受講
  3. 資格更新の際の審査
  4. 倫理行動のモニタリング